# ياد كينيدي
ياد كينيدي (بالعبرية: יד קנדי)، يقع في منطقة ماتيه يهودا بالقرب من القدس، هو نصب تذكاري لجون كينيدي، الرئيس ال35 للولايات المتحدة، الذي اُغتيل في دالاس، تكساس في عام 1963. يبلغ ارتفاع النصب التذكاري 60 قدماً (18 متراً) على شكل جذع شجرة معلقة، للدلالة على نهاية حياته القصيرة. في الداخل يوجد نقش برونزي لوجه كينيدي، مع شعلة أزلية مشتعلة في المركز. ويحيط بها 51 عموداً من الخرسانة، واحد لكل ولاية من الولايات الخمسين في الولايات المتحدة بالإضافة إلى واحد لواشنطن العاصمة، عاصمة الدولة. يتم عرض شعارات الولايات (ومقاطعة كولومبيا) على كل عمود من الأعمدة، ويتم فصل الأعمدة بألواح زجاجية رقيقة. يصل قياس محيط قاعدة النصب حوالي 250 قدماً (76 متراً)، وهناك مساحة داخل النصب التذكاري لحوالي 100 زائر في كل مرة. تم بناء النصب التذكاري عام 1966 بتمويل من المجتمعات اليهودية الأمريكية.
يُعد ياد كينيدي وأراضي التنزه المجاورة له جزءً من غابة جون. ف كينيدي للسلام.

## التسمية
الكلمة العبرية ياد، التي تُستخدم في عدد من النصب التذكارية في إسرائيل (بما في ذلك ياد فاشيم المعروف باسم متحف محرقة اليهود التذكاري)، تأتي من سفر إشعيا، الفصل 56، الآية 5: «إني أعطيكم في بيتي وفي أسواري نصباً واسماً أفضل من البنين والبنات. أعطيكم اسماً أبدياً لا ينقطع (ياد فاشيم)».

## الموقع

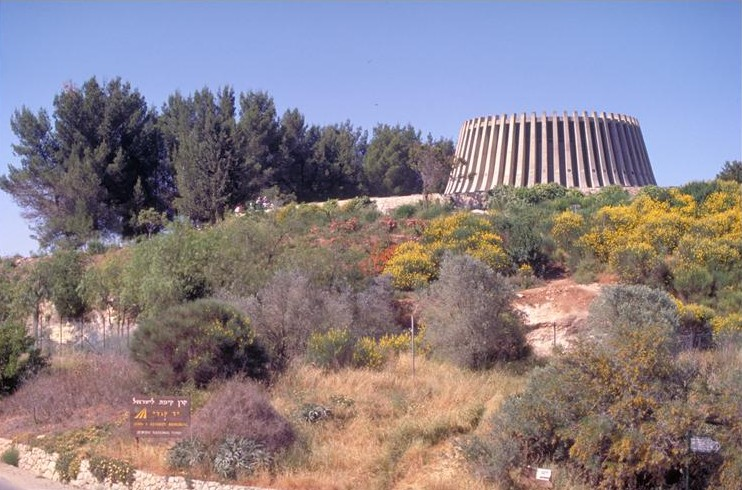
نظرة على ياد كينيدي من قمة التل.

يقع النصب التذكاري على بعد 7 أميال (11 كم) من وسط مدينة القدس، في نفس الاتجاه العام لمركز هداسا الطبي، على قمة تلال القدس، على ارتفاع 825 متر (2,707 قدم). يطل الموقع على نفس ما كان عليه في وقت نشاط قرية بيتار الأردنية (التي أصبحت الآن جزءًا من الضفة الغربية)، الموقع التاريخي لبيتار، الذي اشتهر بكونه آخر معقلاً للثورة اليهودية بقيادة شمعون بار كوخبا ضد القوات الرومانية في 132-135م. تم وصف المنظر من موقف السيارات في دليل السفر فرومرز بأنهه «منظر أخاد، تتابع لا نهاية له من الجبال والوديان». في يوم صاف، يمكن رؤية البحر الأبيض المتوسط في اتجاه تل أبيب، على بعد 40 ميلاً (64 كم). يمكن الوصول إلى النصب التذكاري باتباع الطرق الجبلية المتعرجة التي تمر من أورا وأميناداف. يبعد حوالي 45 دقيقة سيراً على الأقدام عن أقرب طريق رئيسي، حيث أن أقرب حافلة في القدس هي رقم 20، على الرغم من استخدام الحافلات السياحية الخاصة عادة للقيام بزيارات جماعية.
يُعد النصب التذكاري وأراضي التنزه المجاورة جزءًا من غابة جون ف. كينيدي للسلام. المنطقة التي تم تصنيفها على أنها غابة جون. ف كينيدي للسلام هي جزء من غابة «أميناداف» الأكبر مساحة، إذ تصل مساحتها إلى 7000 دونم في عين كارم.

## التاريخ

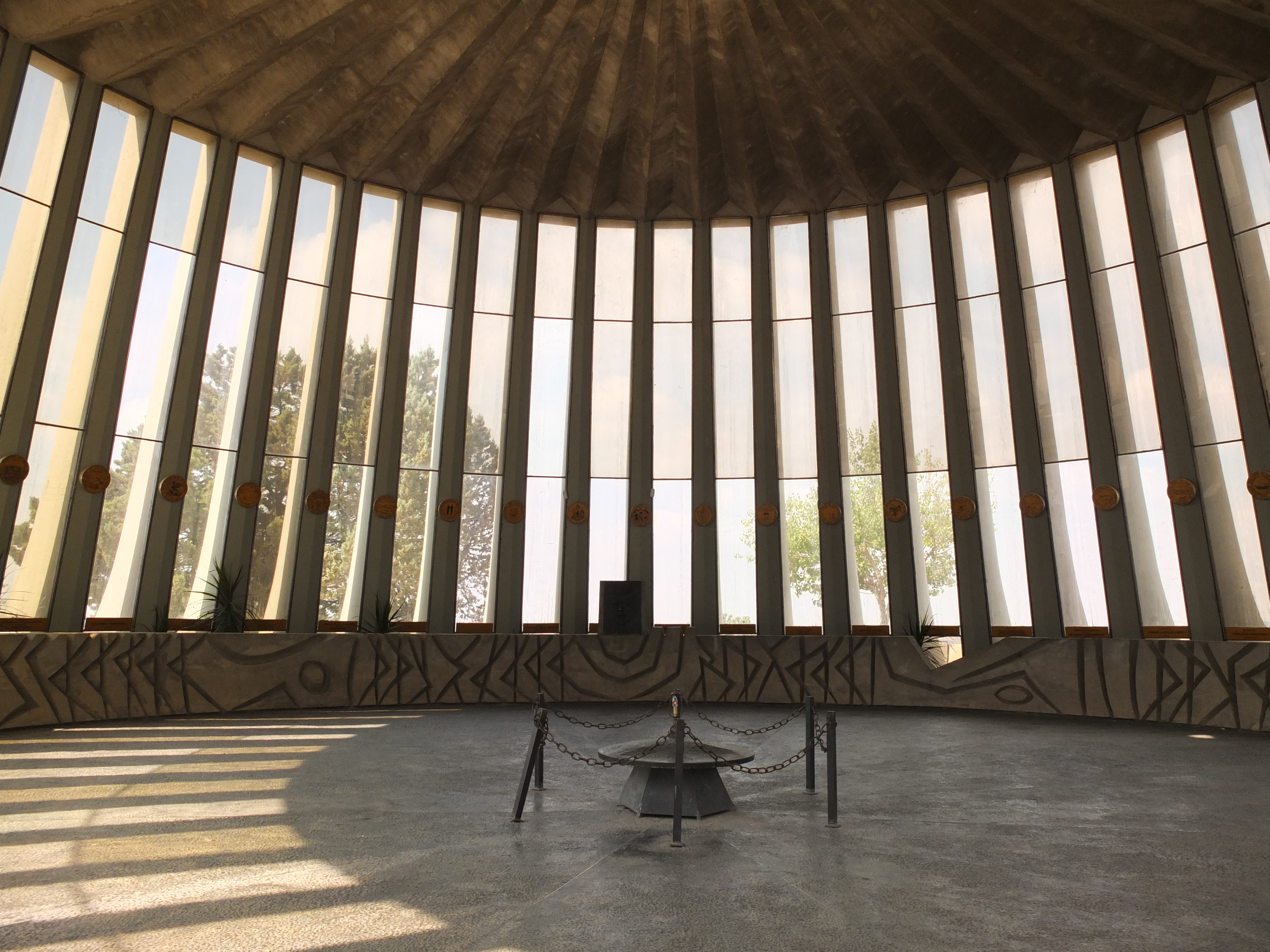
داخل النصب التذكاري حيث توجد الشعلة الأبدية والأعمدة المزينة بشعارات الولايات.

كانت فكرة النصب التذكاري من اقتراح ماكس بريسلر من شيكاغو، إلينوي، رئيس الصندوق القومي اليهودي الأمريكي في عام 1964. كان بريسلر، الذي سُمي لأجله حي كريات مناحيم في القدس، يأمل قيادة وفد أمريكي إلى حفل تفاني، لكنه توفي عام 1966.

### جمع التبرعات
في 13 يناير 1964، أعلن حاكم ولاية بنسلفانيا السابق جورج م. ليدر عن خطط لإقامة النصب التذكاري، وذكر أنه سيعمل كرئيس عام للجنة حكومية لجمع الأموال. وذكر أنه سيتم إنشاء لجان مماثلة في كل ولاية، وكذلك بعض اللجان الإضافية في البلدان في الخارج. في 22 نوفمبر 1964، في الذكرى الأولى للاغتيال، رعى الصندوق القومي اليهودي اجتماعات للجاليات اليهودية الرئيسية في جميع أنحاء الولايات المتحدة. ووُصِفت الاجتماعات بأنها تحية للرئيس الراحل، فضلاً عن احتفالات لتكريس رمزية النصب التذكاري المزمع.
وتعهدت المجتمعات الأمريكية بتمويل زراعة الأشجار في الغابة بالإضافة إلى الأموال اللازمة لإقامة النصب التذكاري. على سبيل المثال، في يوليو 1965، تعهد مجتمع لوس أنجلوس في كاليفورنيا بزراعة 100.000 شجرة نتيجة لمأدبة رعاها الصندوق القومي اليهودي حيث حضرها أكثر من ألف من قادة الحكومات والاتحادات والإدارة.

### التفاني

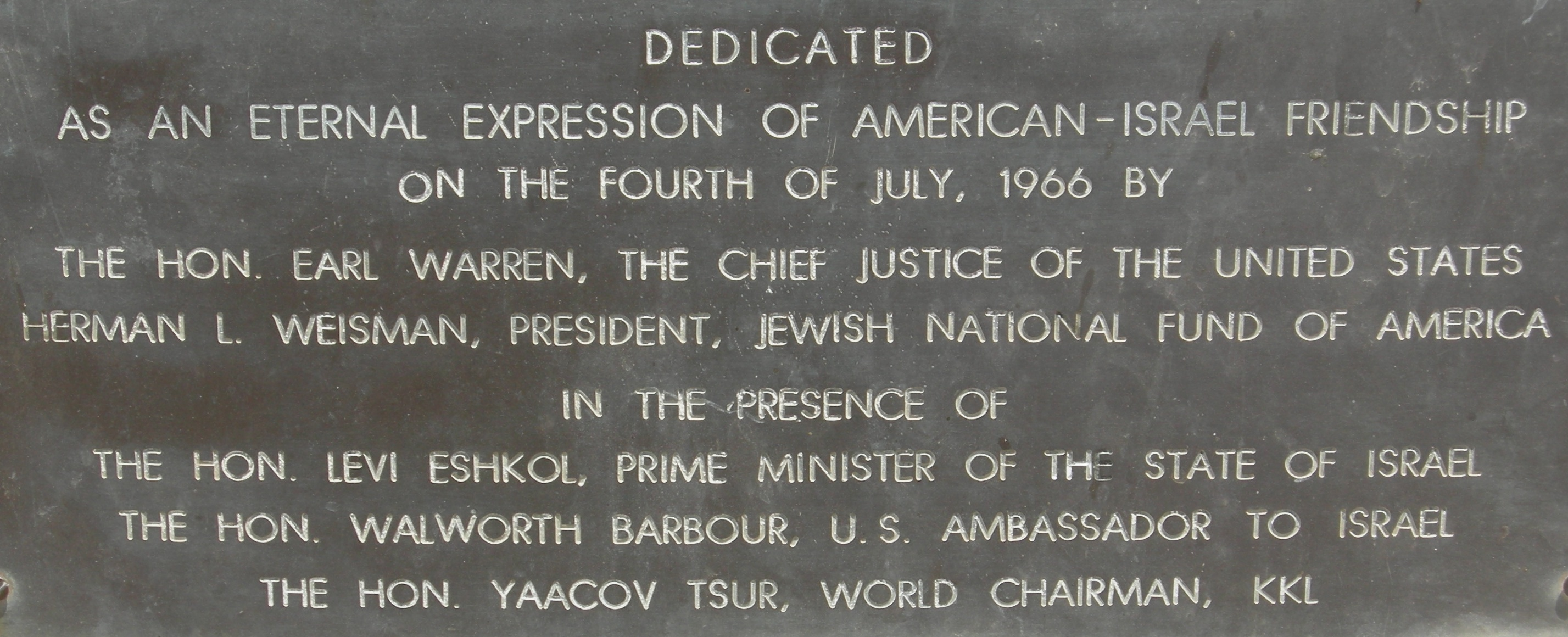
لوحة تفاني في ياد كينيدي، القدس.

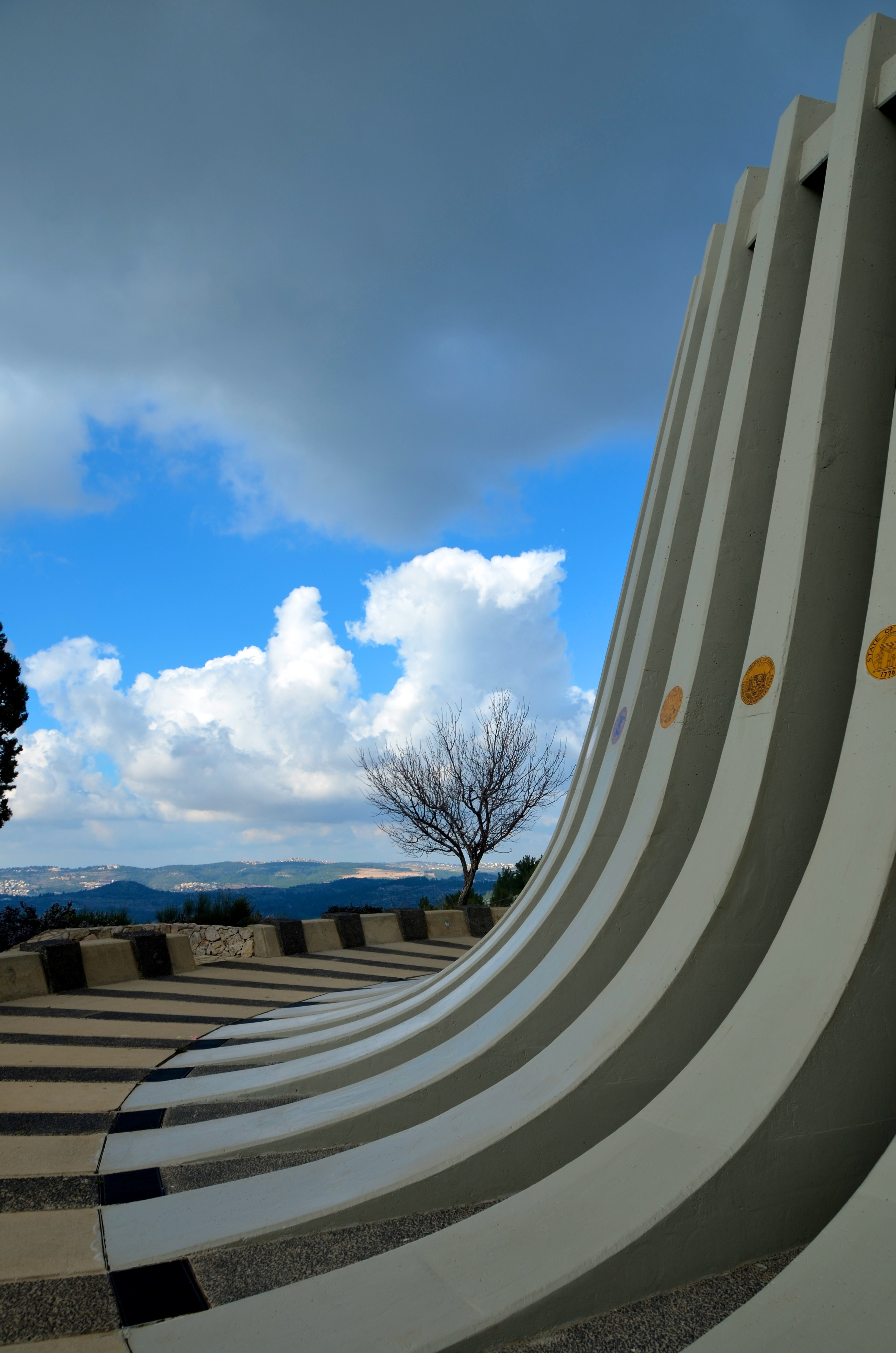
صورة مقربة لأعمدة مائلة.

حضر ما يقرب من 2000 شخص، بما في ذلك العديد من الضيوف الرسميين الذين يمثلون حكومات إسرائيل والولايات المتحدة، حفل التفاني، إلى جانب مئات السياح والطلاب الأمريكيين والإسرائيليين.
أنشدت فرقة أطفال إسرائيلية «هتكفاه» النشيد الوطني الإسرائيلي، جنباً إلى جنب مع النشيد الوطني الأمريكي، الراية الموشحة بالنجوم. ذكرت صحيفة نيويورك تايمز أن الأطفال «حاولوا ببسالة» إنشاد الأغنية الأمريكية، والإنشاد ببطء شديد، ولكن قد ساعدت بعد ذلك العديد من الأصوات القوية من بين الحشود على جعل الموسيقى «تجتاح الجمهور».
كان من بين ضيوف حفل التفاني الذي تم في 4 يوليو 1966، رئيس المحكمة العليا للولايات المتحدة إيرل وارين، الذي ترأس اللجنة المكلفة بالتحقيق في اغتيال كينيدي عام 1963. وكان من بين الضيوف الآخرين ليفي أشكول، رئيس وزراء إسرائيل وتيدي كوليك، رئيس بلدية القدس ووولورث بربور، سفير الولايات المتحدة لدى إسرائيل.
وقد قام رئيس القضاة وارن، الذي أفادت التقارير أنه كان متحمساً جداً حول النصب التذكاري بعد رؤيته لأول مرة بكتابة ملاحظاته التي ذكر فيها:
«نحن نختار القيام بذلك في يوم الاستقلال الأمريكي ولكن أيضاً في شرف استقلال إسرائيل وغيرها من الدول الحرة. كلنا نُواجَه هنا بالتاريخ لأن هذا هو مهد الديانات الثلاث في العالم التي تقوم عليها حضارتنا الخاصة والتي ساهمت في مبدأ مهم ألا وهو أن جميع الناس هم أبناء الله ويحق لهم العيش في سلام.»
وقد ذكر وارن أن واشنطن العاصمة لديها العديد من النصب التذكارية، ولكن هذه المنطقة، مع الغابة تُعتبر «نصباً تذكارياً حياً»، كانت ستُشعِر كينيدي «بسرور كبير» لسببين. أولاً، تحدث كينيدي نفسه عن أهمية زراعة الأشجار في إسرائيل، عندما خاطب اجتماعاً للصندوق القومي اليهودي عام 1958 أثناء عمله كسيناتور صغير من ولاية ماساشوسيتس، قائلاً: «ما العمل الذي يمكن أن يكون أكثر حميمية أو أكثر دواماً من الغابة العظيمة في القدس، سيجد أطفالك وأحفادك عند زيارتهم لإسرائيل آثاركم». ثانياً، ذكر وارن أن كينيدي زار إسرائيل مرتين، المرة الأولى كانت في عام 1939 عندما كانت لا تزال جزءًا من الانتداب البريطاني، والمرة الثانية في عام 1951. وتحدث في عام 1951 عن الاختلافات بين الأشخاص الذين شهدهم خلال هاتين الزيارتين، قال: «ربما كان أعظم تغيير في كل ما وجدته في قلوب وعقول الناس، على عكس المستوطنين المحبطين عام 1939، أنهم نظروا إلى المستقبل بأمل. لقد وجدت إحياء روح قديمة». واختتم وارن تصريحاته بالقول إنه سيستخدم نفس الكلمة التي استخدمها الرئيس كينيدي: «شالوم».
وتحدث رئيس الوزراء الإسرائيلي أشكول أيضاً، مُشيراً إلى أن ذكرى كينيدي ستبقى حية من خلال هذا النصب التذكاري «ليس فقط كصديق لإسرائيل، وإنما أيضاً كرمز للمثل السامية لبلده ولجميع البشرية»، وإقامة نصب تذكاري «للرجل الذي فتح حدوداً جديدة للعلاقات الدولية والصداقات الإنسانية».
وفي ملاحظات قدمها السفير الأمريكي في إسرائيل، وولورث بربور، أشار إلى أن «الأمة تكشف نفسها ليس فقط من جانب الرجال الذين ينتجونها ولكن أيضاً من قبل الرجال الذين تكرمهم. وبتكريم وتذكر الرئيس الراحل كينيدي، فإن رجال ونساء الصندوق الوطني اليهودي يكرمون أنفسهم - وراء وفوق المجد الذي كسبوه بالفعل في عملهم من أجل إسرائيل».
كما أشاد جاكوب تسور، رئيس الصندوق القومي اليهودي، بالنصب التذكاري أيضاً، «الذي تم تصميمه على شكل جذع قوي من شجرة ساقطة، من بين آلاف الشتلات التي ستنمو يوماً في غابة كبيرة».

## التصميم

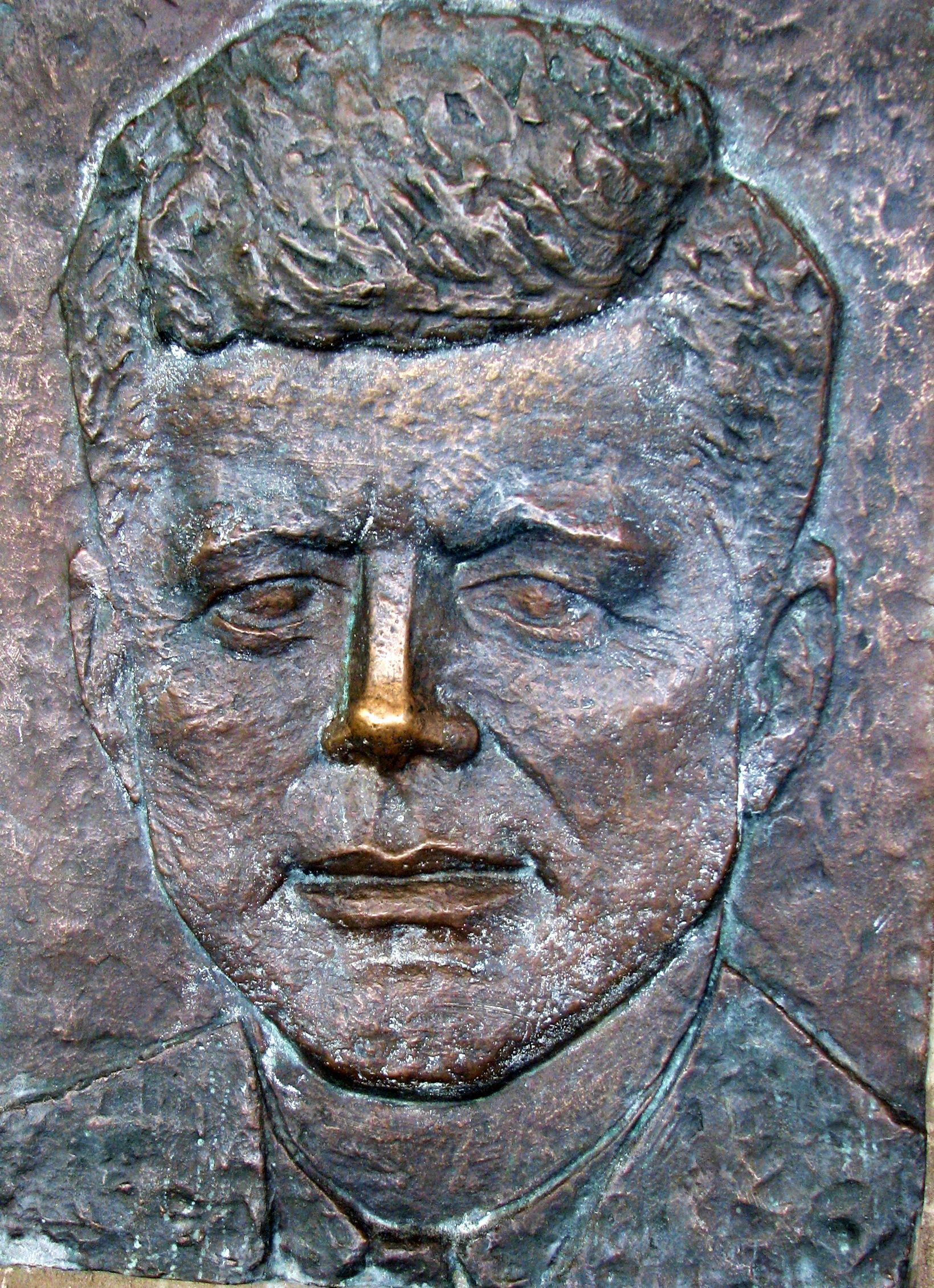
النقش البرونزي لوجه كينيدي في ياد كينيدي.

صُمِّم ياد كينيدي من قبل المهندس المعماري الإسرائيلي المولود في البرازيل ديفيد ريسنيك، الذي فاز في وقت لاحق بجائزة إسرائيل لعام 1995 في الهندسة المعمارية، والنحات الإسرائيلي المولود في أوكرانيا دوف فيجين. خلق فيجين تمثالاً لكينيدي مع جدار تذكاري يتضمن مقتطفات من عدد من خطابات كينيدي. وقال ريسنيك إن «المجمع بأكمله يهدف إلى الرمز إلى قوة رجل عظيم انتهت حياته بشكل مأساوي في منتصف العمر بالاغتيال».
مُنِح ريسنيك عقداً لتصميم النصب التذكاري بعد المنافسة على الصعيد الوطني. كانت رؤيته الأولية للنصب التذكاري عبارة عن «شكل حر» ولكن بشكل دائري بشكل عام، موضوع داخل بركة عاكسة. ومع ذلك، فبسبب جمع الأموال من أجل النصب التذكاري من قبل المجموعات في جميع الولايات الخمسين في الولايات المتحدة، وكذلك المجموعات في واشنطن العاصمة، ساعدت رؤية الأعمدة لكل من هذه المواقع في نهاية المطاف على التوصل إلى مفهوم جذع الشجرة الذي ارتبط بفكرة أن حياة كينيدي قد قُطعت مثلما يتم قطع الشجرة من أصلها. يتضمن الفناء الواقع أسفل النصب التذكاري عدداً من اللوحات تقر بمساهمات الأفراد والجماعات.
بالإضافة إلى النقش البرونزي لوجه كينيدي والشعلة الأزلية، فقد اُحتفظ بالأوراق والصور الفوتوغرافية المتعلقة بموضوع العلاقات بين إسرائيل والولايات المتحدة حتى وقت اغتيال كينيدي في مكتبة صغيرة.
في عام 1974، تمت إضافة موقع للنزهة على أرض النصب التذكاري وفتحه للزوار. أعلن الصندوق القومي اليهودي أن الموقع «سيشمل المقاعد الخشنة والطاولات، ومرافق المياه ومناطق تناول الطعام المظللة»، وستكون «على مقربة من النصب التذكاري الحجري والمعدني المثير للإعجاب، ولكن بعيداً بما يكفي لضمان عدم تلويث المنطقة».

## غابة كينيدي للسلام

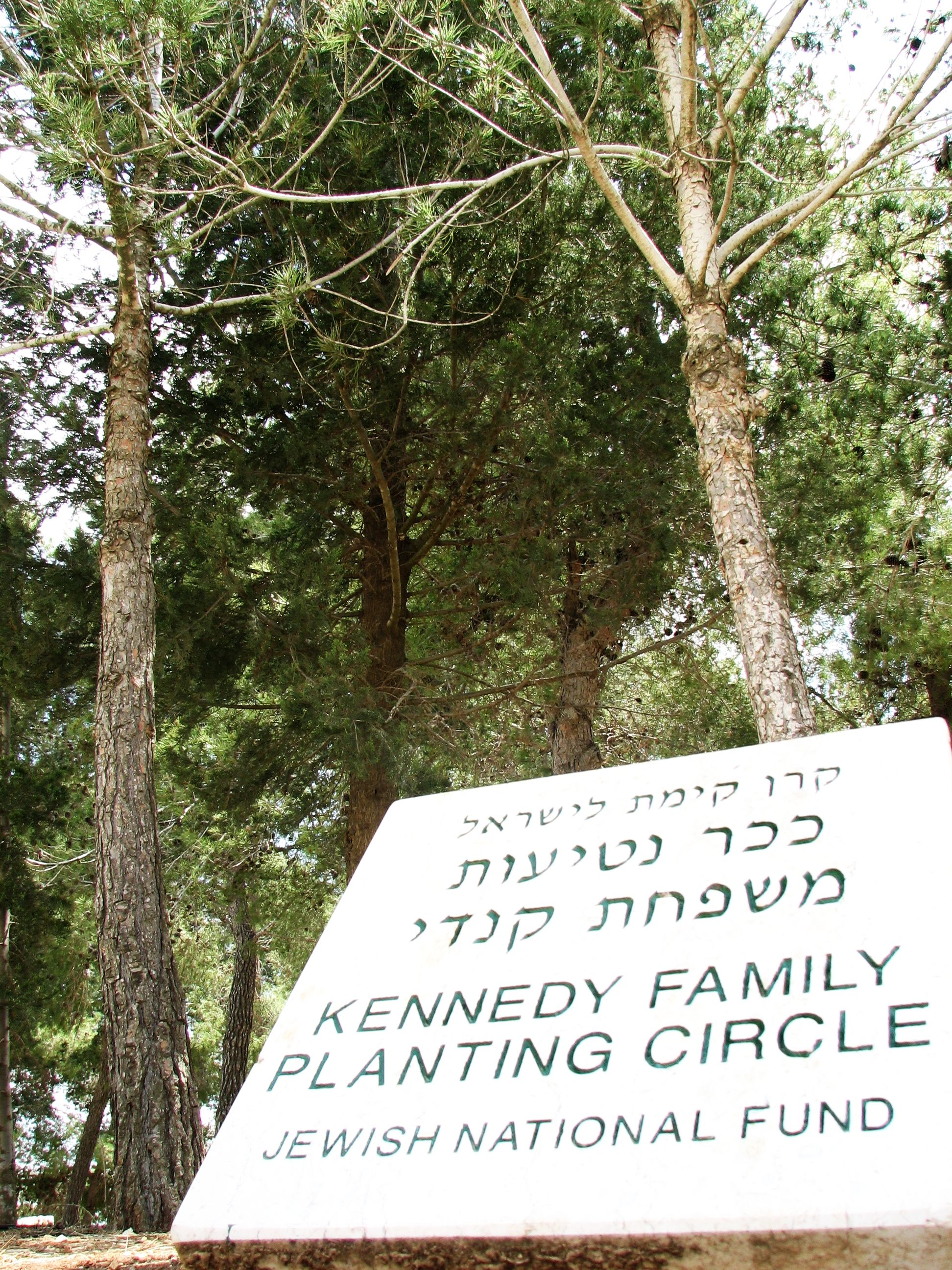
دائرة زراعة عائلة كينيدي.

تم تخصيص غابة كينيدي للسلام قبل النصب التذكاري، مع احتفالات تفاني رسمية في 22 نوفمبر 1964، في الذكرى الأولى لاغتيال كينيدي.
في يونيو 1966، أعلن مسؤولو الصندوق القومي اليهودي أنه تم بالفعل غرس 1.5 مليون شجرة في الغابة استعداداً لمراسم التفاني المزمعة في 4 يوليو. وأشار الإعلان إلى أنه تم زرع مليوني شجرة أخرى في «غابة حرية الولايات المتحدة» المجاورة، بهدف غرس 5.5 مليون شجرة في كلتا الغابتين، كعدد يساوي عدد السكان اليهود في الولايات المتحدة. وقد تم تلقي أكثر من ثلاثة ملايين دولار من التبرعات في تلك المرحلة لغابة كينيدي، من أكثر من 100.000 متبرع.
في يونيو 1968، أعلن الصندوق القومي اليهودي أنه سيزرع 500.000 شجرة في غابة كينيدي في ذكرى شقيق جون كينيدي، روبرت ف. كينيدي، الذي اُغتيل في 6 يونيو من ذلك العام. في عام 1999، أعلن الصندوق القومي اليهودي أنه سيتم زرع الأشجار أيضاً في ذكرى جون إف كينيدي الابن وزوجته كارولين بيسيت كينيدي ونسيبته (أخت زوجته) لورين بيسيت وجميعهم ضحايا حادث تحطم طائرة في 16 يوليو 1999 في المحيط قبالة مارثا فينيارد، ماساتشوستس.
في أبريل 1989، دمرت حرائق الغابات (ربما نتيجة إحراق الممتلكات) حوالي 8 أفدنة (3.2 هكتار) و3000 شجرة في الغابة.

## الأحداث الخاصة
من بين الأحداث الخاصة العديدة التي جرت في النصب التذكاري كانت الزيارة التي قام بها عدد من الضباط وأعضاء الطاقم من حاملة الطائرات الأمريكية يو إس إس جون كينيدي (CV-67)، والذين تم تكريمهم على شرف الرئيس الأمريكي نفسه الذي تم إحياء ذكراه بهذا النصب التذكاري، خلال زيارة ميناء عام 1997 إلى حيفا.

### زراعة الأشجار

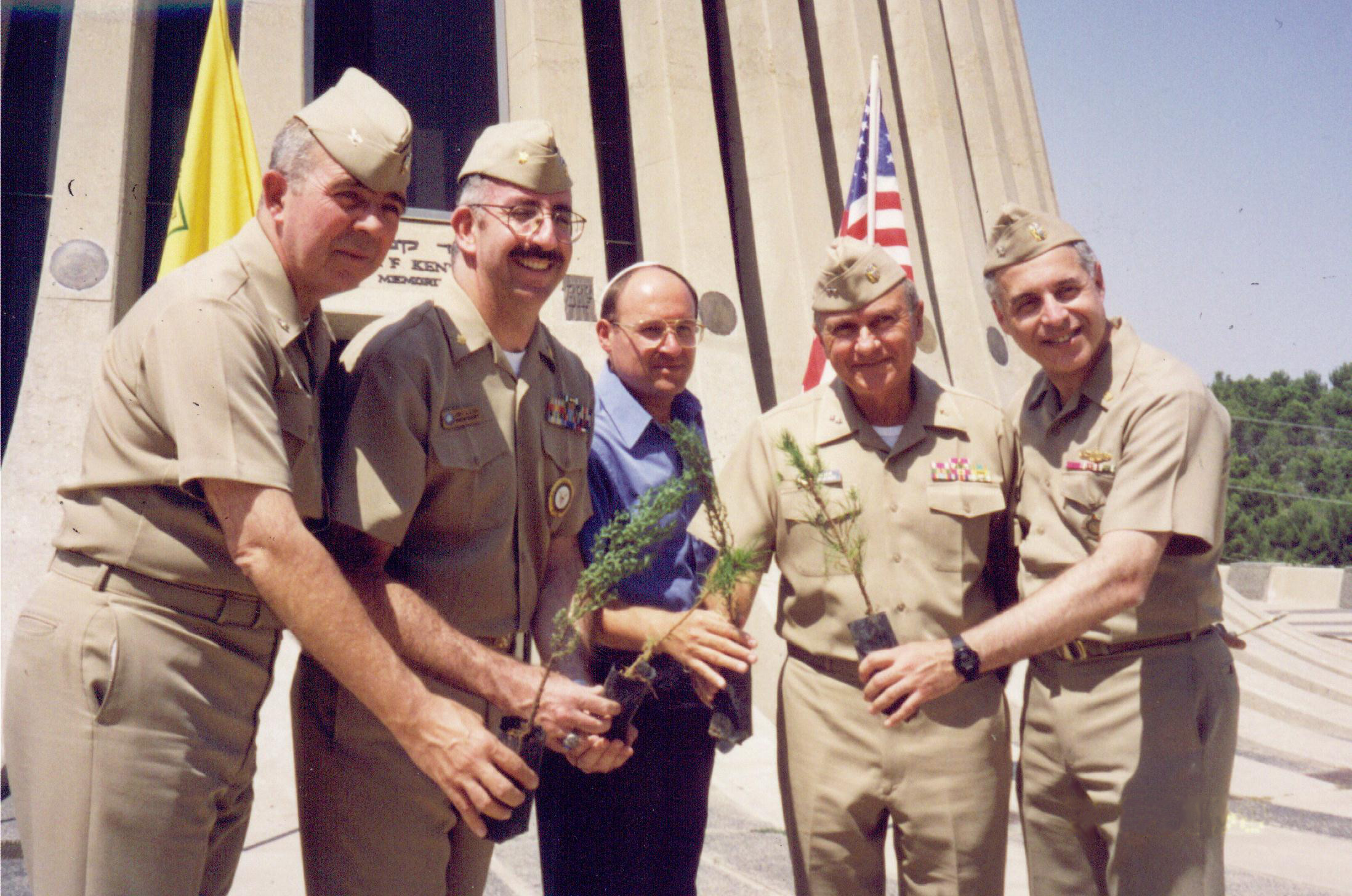
قساوسة البحرية الأمريكية بما في ذلك اللواء البحري والقسيس بايرون هولدربي (الثاني من اليمين) مع شتلات خلال زيارة قاموا بها في عام 1998 إلى ياد كينيدي.

تم إدراج مركز زرع الأشجار لكبار الشخصيات على أراضي نصب كينيدي التذكاري، حيث قام العديد من الزائرين من البلدان الأخرى بزرع الأشجار. في مايو 1978، زارت جاكلين كينيدي، أرملة الرئيس، النصب التذكاري وزرعت شجرة في الغابة. كما زار أعضاء آخرون من عائلة كينيدي النصب التذكاري والأشجار المزروعة وهم السناتور الأمريكي تيد كينيدي (شقيق جون كينيدي)، في 11 ديسمبر 1986؛ جوان بينيت كينيدي (زوجة تيد كينيدي الأولى)، في 24 يناير 1983؛ وروبرت كينيدي جونيور وأخته كاثلين كينيدي تاونسند (ابن وابنة أخ جون كينيدي؛ أبناء روبرت كينيدي)، في 1 يناير 1987. وقد تم تأسيس «دائرة زراعة عائلة كينيدي» الخاصة من قبل الصندوق القومي اليهودي. في عام 2001، قامت كاثلين كينيدي تاونسند، ابنة كينيدي، التي كانت آنذاك نائبة حاكم ولاية ماريلاند، بزيارة ياد كينيدي خلال جولتها في إسرائيل مع زوجها وثلاث من بناتها الأربع.
يُعتبر أفراد الجيش الأمريكي الزائر من بين أولئك الذين يُسمح لها بزراعة الأشجار في النصب التذكاري إحياءً لذكرى الرئيس أمريكي. ومن بين أولئك الذين زرعوا الأشجار في الموقع رؤساء سابقون لقساوسة جيش الولايات المتحدة والبحرية والقوات الجوية.
كما تشارك الجماعات الإسرائيلية في تقاليد زراعة الأشجار، وخاصة في عطلة عيد الشجرة اليهودي (طو بشفاط)، وهي مناسبة مرتبطة بالأشجار. في بعض المناسبات، وصل ما يقرب من 4000 تلميذ مدارس إسرائيل إلى غابة كينيدي للسلام لزراعة الأشجار في تلك العطلة.
بالإضافة إلى زراعة الأشجار الفردية أو الجماعية، كانت هناك مناسبات خاصة تم فيها تخصيص «غابات» أصغر داخل غابة جون كينيدي للسلام الأكبر. على سبيل المثال، في وقت مبكر من يناير 1966، وحتى قبل تخصيص النصب التذكاري، تم غرس غابة على شرف السفير أفراهام هارمان، سفير إسرائيل في الولايات المتحدة. وقد ساهم في «غابة أبراهام هارمان» قد ساهمت به جماعة «بنعي صهيون»، وهي «جماعة أخوية» مؤيدة لإسرائيل في الولايات المتحدة، وكانت غولدا مئير، التي تقاعدت حديثاً من منصبها كرئيسة وزراء إسرائيل، أحد المشاركين في حفل التفاني.
ومن بين المناطق الأخرى التي أُنشأت داخل غابة جون ف. كينيدي للسلام بشكل خاص، هناك «غابة» أُقيمت لإحياء ذكرى ضحايا مطار اللد عام 1972 (المُسمى الآن مطار بن غوريون الدولي).

## معرض الصور

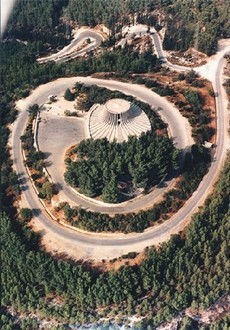
عرض جوي
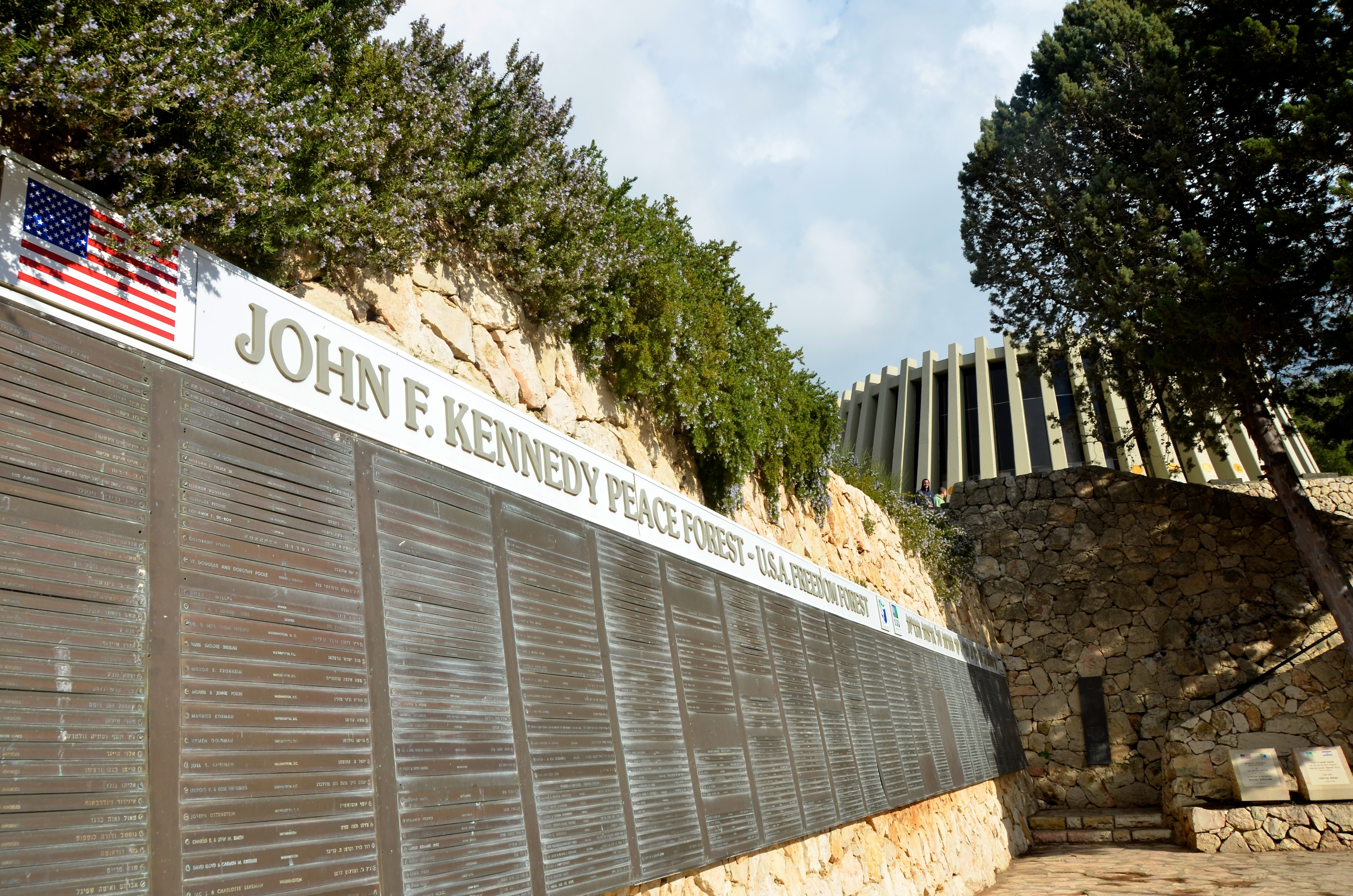
الغابات والنصب التذكاري جدار المتبرع (Donor Wall)
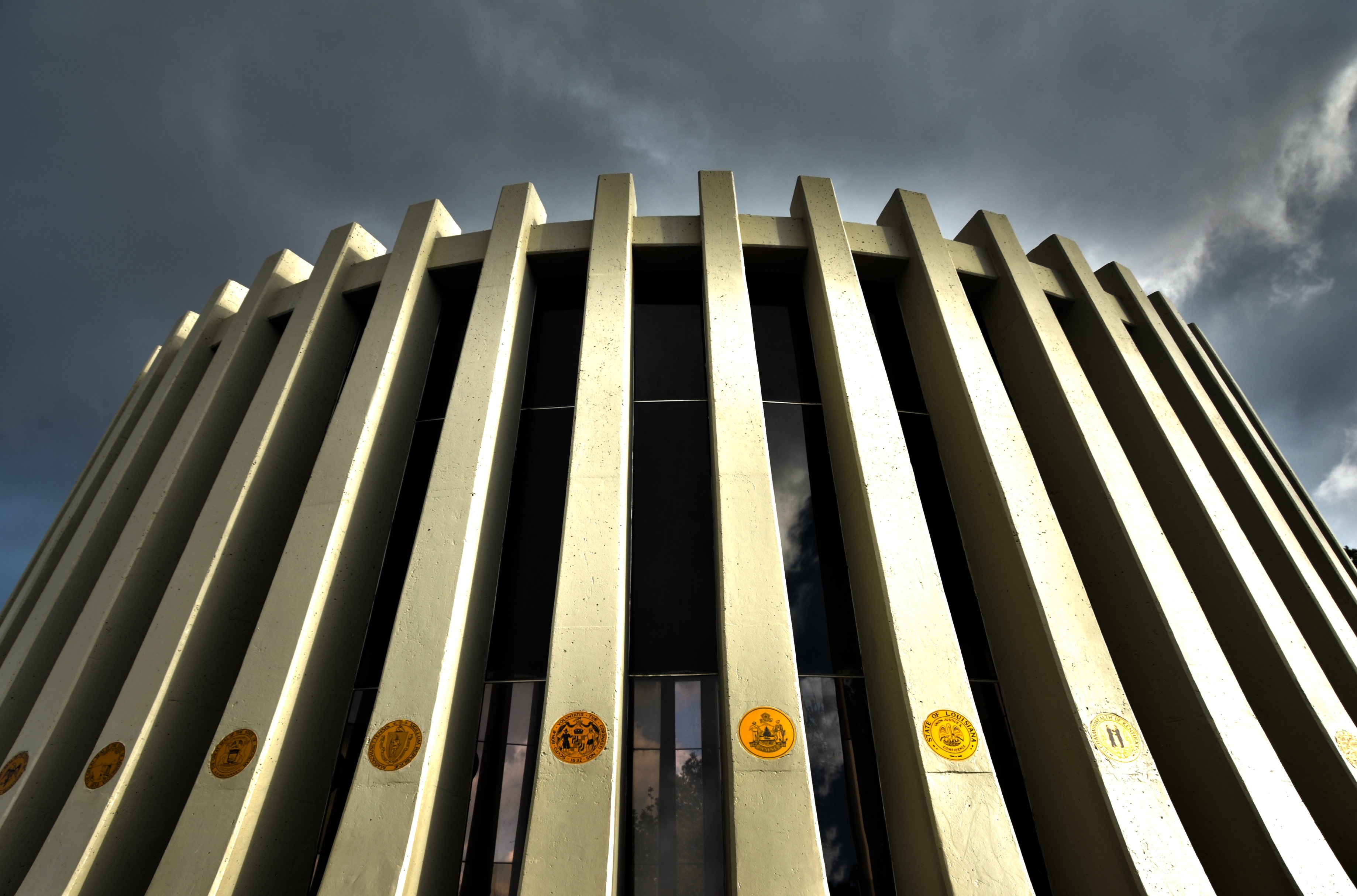
شعارات على الأعمدة التذكارية
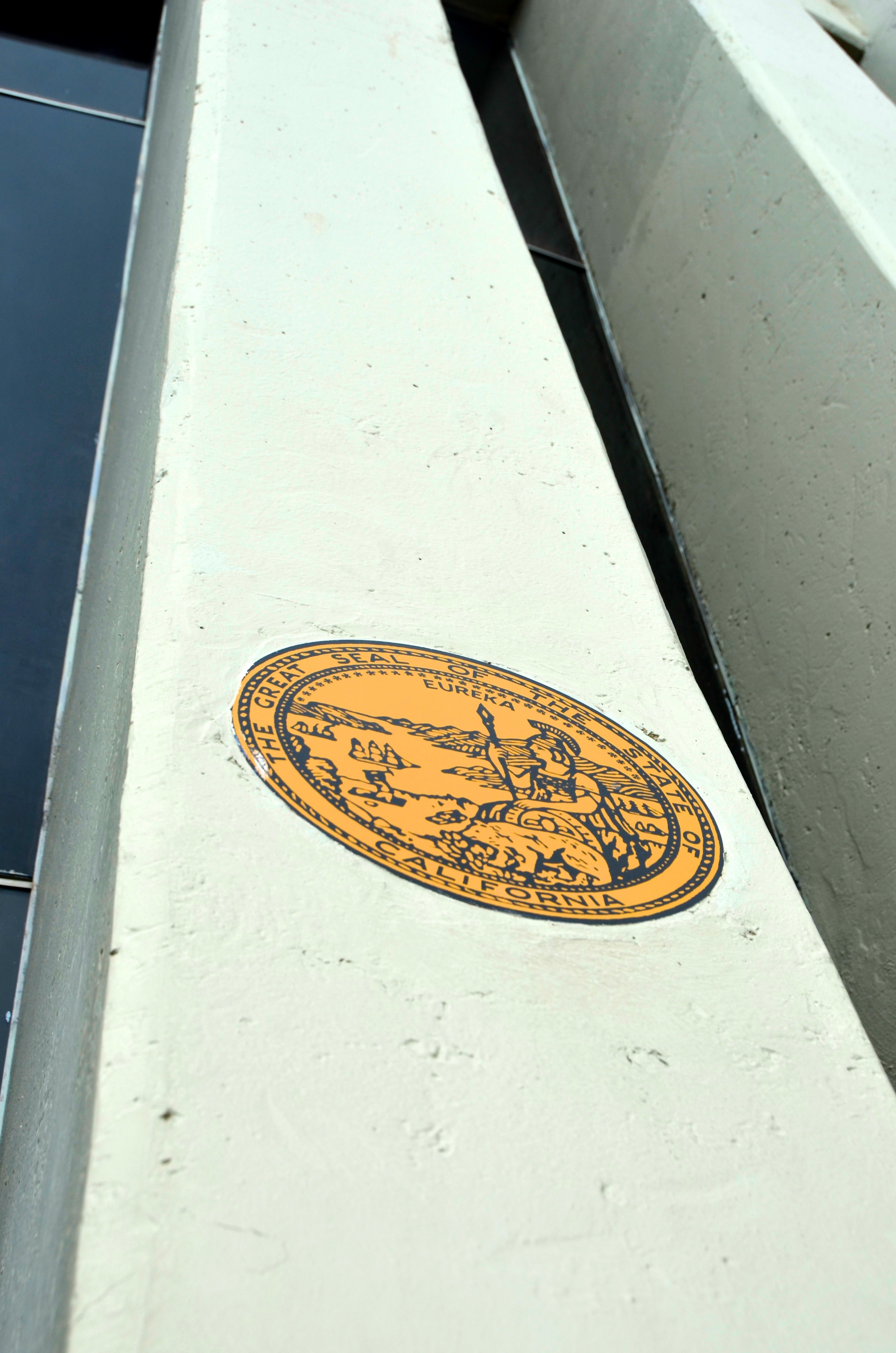
شعار ولاية كاليفورنيا على أحد الأعمدة

## وصلات خارجية
- فيديو يوتيوب من عام 1966 حول ياد كينيدي، الجزء 1
- فيديو يوتيوب من عام 1966 حول ياد كينيدي، الجزء 2
- صورة للوحة على الشجرة التي زرعتها جاكلين كينيدي
- معرض الصور، يتضمن صوراً لعدد من شعارات الولايات على الأعمدة التذكارية
- اتجاهات القيادة إلى النصب التذكاري، بالإضافة إلى معلومات الاتصال بالصندوق القومي اليهودي لزراعة الأشجار
- "ياد كينيدي، نصب تذكاري في غابة القدس - كاف إسرائيل". 5 مارس 2018. مؤرشف من الأصل في 2018-07-07. اطلع عليه بتاريخ 2018-07-06.
- "نصب باد كينيدي التذكاري على موقع كيرين كايميث لوإسرائيل، الصندوق القومي اليهودي". www.kkl-jnf.org. مؤرشف من الأصل في 2020-02-23. اطلع عليه بتاريخ 2018-07-06.